# Balogh Ágost Flórián
Nagytapolcsányi és nemcsici Balogh Ágost Flórián (Melcsic, Trencsén vármegye, 1821. szeptember 20. – Felsőkocskóc, 1898. szeptember 3.) nyitrai tiszteletbeli kanonok és felsőkocskóci plébános.

## Életútja
Teológiai tanulmányait 1840–4-ben Nyitrán végezvén, 1844. december 8-án miséspappá szenteltetett és mint székeskáptalani diakónus nyert alkalmazást. 1845-ben Kiszucaújhelyen, 1846-ban Kosecen káplánkodott és azon év júniusában kocskóci plébános lett. A népi jámborság kutatásával foglalkozott, többféle tárgyi emléket is megvizsgált a Magyarok Nagyasszonya tiszteletének dokumentálása céljából. 
Mellékesen a kertészettel is foglalkozott és ide vágó cikkei a következő szaklapokban jelentek meg: Kerti Gazdaság (1862. 1865.), Falusi Gazda (1863. 3. sz.), Kertészgazda (1865-66.); 1879-től a Gyümölcsészeti és Konyhakertészeti Füzetek munkatársa. Történelmi s egyháztörténelmi cikkei a Pressburger Zeitung (1852. aug.), Katholischer Christ (1858. jun.) s Magyar Sion (1864-66.) c. folyóiratokban jelentek meg.

## Munkái
- Beatissima Virgo Maria Mater Dei, qua Regina et Patrona Hungarorum. Agriae, 1873. (Ism. Egyházi Közlöny 1872. I. 5. sz. Uj Magyar Sion 1873. és 1875. P. Napló 1873. 102. sz. Századok 1873.)
- Róma a pápának. Érsekség Budapestnek. Egyetem Szegednek. Budapest, 1896.
- Aphorismi. (Lat. mondás- és szállóigegyűjt.) Eger, 1896.

### Kéziratban
- Die geheiligten Arpaden 1854.
- Hagiographie Ungarns 1856.
- Septem Divi dioecesis Nitriensis patroni et tutores 1859.
- Adagia et axiomata 1889.